# Ford Galaxy
La Ford Galaxy è una monovolume di segmento D prodotta dalla filiale europea della casa automobilistica americana Ford dal 1995.
Dal 2006 al 2015 è giunta la seconda generazione. Dal 2015 è arrivata la terza generazione. La produzione del modello è terminata ad aprile 2023.

## Prima serie (1995-2006)
La prima generazione fu costruita in collaborazione col gruppo tedesco Volkswagen presso gli stabilimenti di Palmela in Portogallo. La vettura, frutto del progetto AutoEuropa, gemella delle SEAT Alhambra e Volkswagen Sharan, è stata studiata per adattarsi alle esigenze del pubblico europeo.
La Galaxy utilizzò numerose parti meccaniche Volkswagen, come il motore 2.8 VR6 benzina condiviso con le versioni sportive della Golf, oppure il turbodiesel 1.9 pompa rotativa da 90 e 110 CV progettato dal gruppo VAG. L'unica motorizzazione prodotta dalla Ford risultava un 2 litri benzina. Negli anni successivi questa unità venne rimpiazzata dal 2.3 16 valvole utilizzato per la prima volta sulla seconda generazione di Ford Scorpio. Il 2,3 litri venne montato in posizione trasversale. Il cambio manuale a 5 rapporti che equipaggiava le motorizzazioni benzina di origine Ford era prodotto dalla Volkswagen ma rivisto per adattarsi al meglio ai propulsori Duratec. Le restanti trasmissioni manuali e automatiche venivano montate senza alcuna modifica.
Gli interni risultavano un mix di componenti Ford e VW, come la strumentazione e gran parte dei pulsanti derivati dalle Golf e Passat, mentre il disegno della plancia ricordava vivamente quello dalla Mondeo.
Fino al 2002 il modello ebbe un discreto successo, vendendo tra le 40 000 e 50 000 unità all'anno.

### Restyling 2000

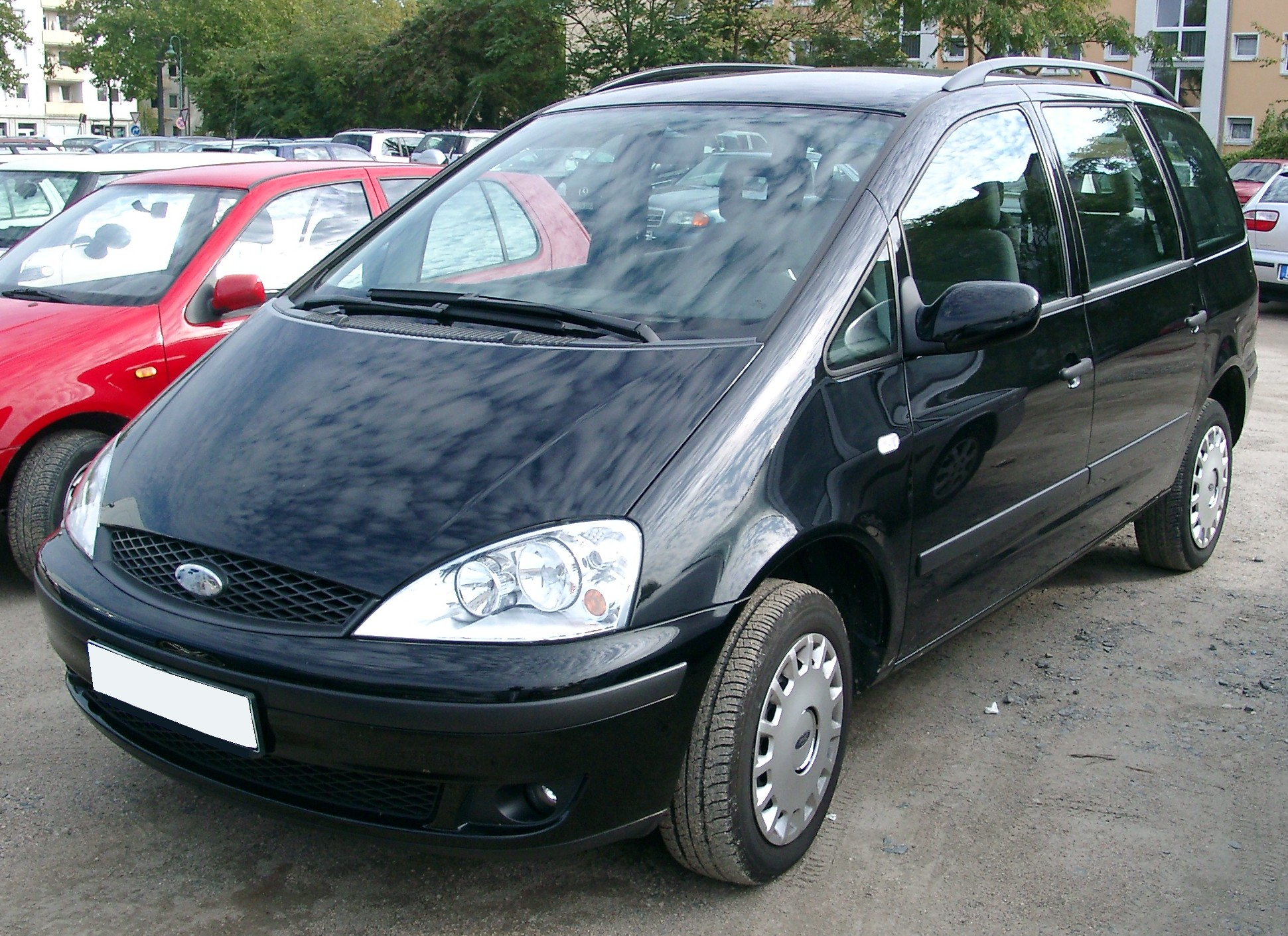
Galaxy restyling (Mk II, 2000)

Un aggiornamento pesante venne effettuato nel 2000, dando vita alla Mk II. Il design ottenne numerosi benefici soprattutto nella zona frontale con inediti proiettori ispirati alla seconda generazione della Mondeo. Gli interni ottennero un nuovo cruscotto, utilizzando materiali di alta qualità e il profilo della plancia venne completamente ridisegnato.
Inoltre vennero aggiunti nuovi motori, il nuovo 1.9 TDI omologato Euro 3 era disponibile nelle versioni da 115, 130 e 150 cavalli, combinati con una trasmissione manuale a 6 rapporti, oppure a un cambio Tiptronic automatico con 5 rapporti disponibili nella modalità sequenziale.

### Restyling 2003
Alla fine del 2003 il modello, in contemporanea con la Volkswagen Sharan, ha beneficiato di un leggero restyling, che ha interessato i gruppi ottici anteriori e posteriori e la mascherina.

### Motorizzazioni
| Modello               | Disponibilità        | Motore  | Cilindrata (cm³) | Potenza         | Coppia max (Nm) | Emissioni CO2 (g/km) | 0–100 km/h (secondi) | Velocità max (km/h) | Consumo medio (km/L) |
| 2.0i cat.             | dall'esordio al 2000 | Benzina | 1998             | 85 kW (116 CV)  | 167             | n.d                  | 13,1                 | 177                 | 10,7                 |
| 2.3i 16V cat.         | dall'esordio al 2006 | Benzina | 2295             | 107 kW (145 CV) | 203             | 242                  | 12,3                 | 196                 | 9,4                  |
| 2.8i V6 cat.          | dall'esordio al 2006 | Benzina | 2792             | 128 kW (174 CV) | 235             | n.d                  | 10,5                 | 199                 | 8,6                  |
| 1.9 TDI (90 CV) cat.  | dall'esordio al 1999 | Diesel  | 1896             | 66 kW (90 CV)   | 202             | n.d                  | 17,1                 | 160                 | 15,8                 |
| 1.9 TDI (110 CV) cat. | dal 1998 al 2000     | Diesel  | 1896             | 81 kW (110 CV)  | 235             | n.d                  | 14,7                 | 172                 | 14,3                 |
| 1.9 TDI (116 CV) cat. | dal 2000 al 2006     | Diesel  | 1896             | 85 kW (116 CV)  | 310             | 178                  | 13,7                 | 181                 | 13,6                 |
| 1.9 TDI (130 CV) cat. | dal 2002 al 2006     | Diesel  | 1896             | 96 kW (130 CV)  | 310             | 173                  | 12,8                 | 189                 | 13,6                 |
| 1.9 TDI (150 CV) cat. | dal 2005 al 2006     | Diesel  | 1896             | 110 kW (150 CV) | 310             | 173                  | 11,9                 | 199                 | 15,8                 |

## Seconda serie (2006-2015)
La seconda serie venne presentata al Salone dell'automobile di Ginevra nel 2006 e venduta dal giugno successivo.
La nuova Galaxy è più larga delle progenitrici ed è stata completamente realizzata da Ford, senza contenuti Volkswagen. Non è più assemblata in Portogallo, ma nel nuovo stabilimento di Genk in Belgio assieme alla Mondeo.
A causa delle sue dimensioni, la Ford non è stata in grado di disegnare la Galaxy usando a pieno il Kinetic Design tipico della casa; tuttavia la Ford ufficialmente ha affermato che l'auto contiene numerosi elementi come la griglia trapezoidale, ampi passaruota e fari sfuggenti.
Le motorizzazioni disponibili fanno parte della famiglia motoristica Duratec (motori benzina 2.0 da 146 cavalli e 2.3 da 161 cavalli) e Duratorq (motori diesel 1.8 TDCI da 100 e 125 cavalli, 2.0 TDCI da 140 e 2.2 TDCI biturbo diesel da 175 cavalli) e progettati dal gruppo Ford.
Un'altra peculiarità del Ford Galaxy è il sistema FoldFlatSystem condiviso con la Ford S-MAX, che garantisce una massima flessibilità e sfruttamento dello spazio interno della vettura.
Sotto il punto di vista della sicurezza automobilistica, la Galaxy è stata sottoposta al crash test dell'Euro NCAP totalizzando il punteggio di cinque stelle.

### Restyling 2010

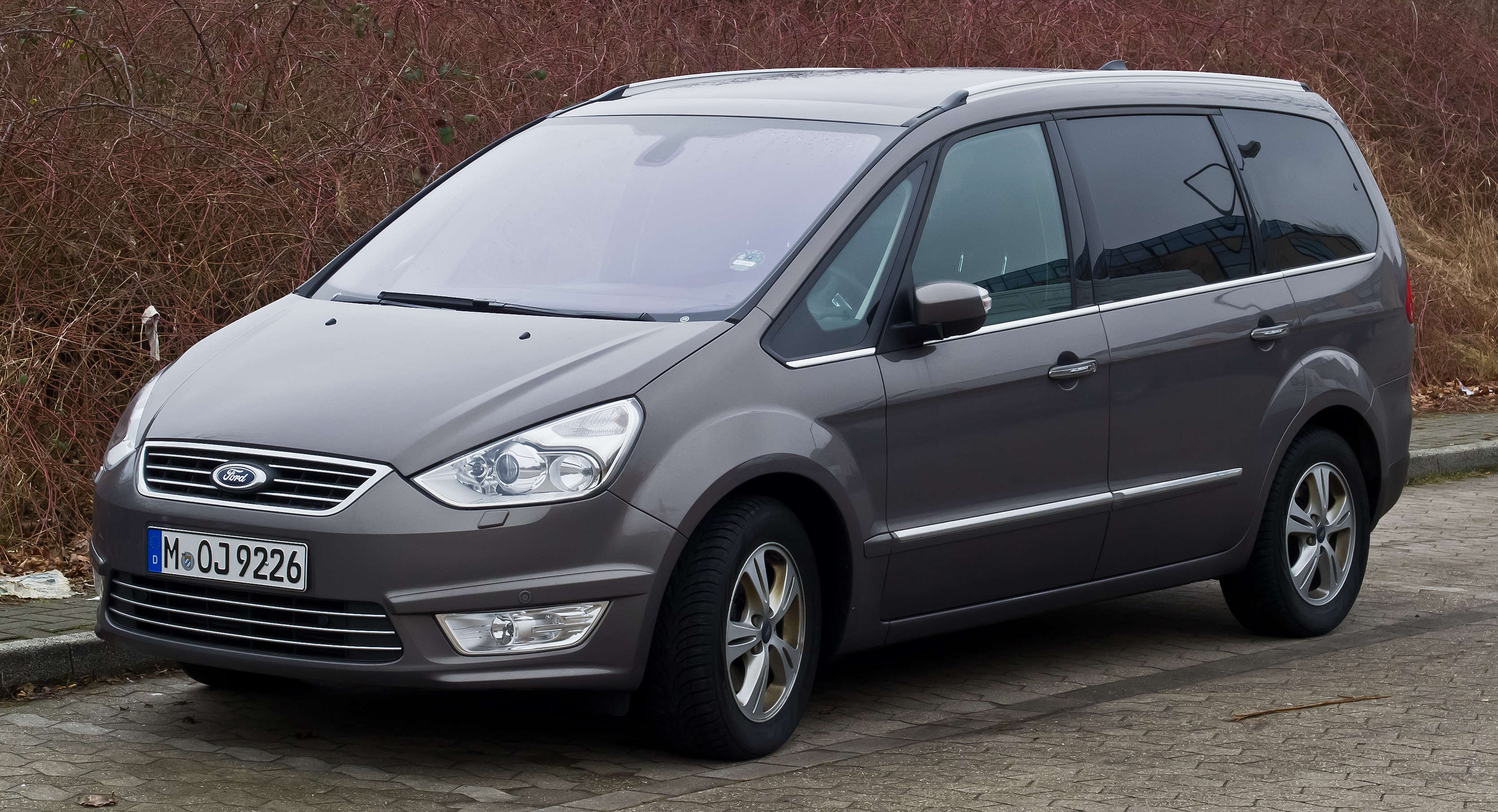
La Galaxy ristilizzata

Nel maggio del 2010, la vettura ha beneficiato di un restyling. Ciò ha visto l'introduzione delle nervature sul cofano motore, listelli orizzontali cromati nella calandra dei gruppi ottici anteriori e in quella dei fari fendinebbia, e cromature nel resto del corpo della vettura, più la tecnologia luci LED nei fari posteriori.

### Motorizzazioni
| Modello                 | Disponibilità          | Motore  | Cilindrata (cm³) | Potenza         | Coppia Massima (Nm) | Emissioni CO2 (g/km) | 0–100 km/h (secondi) | Velocità max (km/h) | Consumo medio (km/L) |
| 1.6 Ecoboost            | dal 02/2011 al 12/2014 | Benzina | 1596             | 118 kW (160 CV) | 240                 | 154                  | 9,9                  | 201                 | 7,2                  |
| 2.0                     | dal 05/2006 al 12/2014 | Benzina | 1999             | 107 kW (145 CV) | 190                 | 189                  | 11,2                 | 194                 | 8,2                  |
| 2.0 Ecoboost Powershift | dal 05/2010 al 12/2014 | Benzina | 1999             | 149 kW (203 CV) | 300                 | 189                  | 8,8                  | 217                 | 8,1                  |
| 2.3                     | dal 07/2007 al 05/2010 | Benzina | 2261             | 118 kW (160 CV) | 208                 | 235                  | 11,6                 | 191                 | 9,8                  |
| 1.6 TDCi                | dal 02/2011 al 04/2015 | Diesel  | 1560             | 85 kW (115 CV)  | 270                 | 139                  | 12,6                 | 178                 | 5,2                  |
| 1.8 TDCi                | dal 07/2006 al 09/2007 | Diesel  | 1753             | 74 kW (100 CV)  | 280                 | -                    | 14,3                 | 166                 | 5,3-6,3              |
| 2.0 TDCi                | dal 05/2010 al 12/2014 | Diesel  | 1997             | 120 kW (163 CV) | 320                 | 152                  | 9,8                  | 203                 | 16,7                 |
| 2.2 TDCi                | dal 05/2010 al 12/2014 | Diesel  | 2179             | 147 kW (200 CV) | 420                 | 189                  | 9,1                  | 210                 | 14,1                 |

## Terza serie (Mk IV, 2015-2023)
Dopo aver presentato la seconda serie della S-MAX, la Ford presenta pochi mesi dopo la sua sorella maggiore, la Galaxy, che arriva così alla sua terza serie.
Rispetto alla S-MAX con cui condivide, come precedentemente, stile e meccanica (sebbene adattati ai nuovi dettami della casa americana, con la presa d'aria esagonale che caratterizza quasi tutti i modelli, i fari a led appuntiti e una carrozzeria più slanciata), è più lunga di 5 cm (ora misura 485 cm) e più alta di 10: ciò permette di avere per i passeggeri posteriori molto più spazio per le gambe e la testa. Inoltre ha 7 posti fissi, con la terza fila di sedili che si reclina elettricamente premendo un pulsante. La peculiarità della Galaxy, oltre allo spazio interno, è il bagagliaio, che, a sedili non reclinati ha la capacità di 700 litri, mentre con tutti i sedili reclinati giunge quasi a 2400 litri.
I motori, omologati Euro 6, sono gli stessi della S-MAX: fra questi spiccano gli Ecoboost da 1500 cm³ e 2000 cm³ da 160 e 241 CV, e i turbodiesel TDCI con potenze che arrivano fino ai 209 CV.
Nella terza edizione della monovolume esordisce anche un innovativo cruise control che regola automaticamente la velocità in base ai limiti indicati nei cartelli stradali, oltre alla trazione integrale, disponibile con le motorizzazioni TDCI da 150 e 180 CV.

### Passaggio all'ibrido
Verso la fine del 2021, Ford ha smesso di vendere le classiche motorizzazioni benzina e diesel, riducendo la scelta a un unico propulsore, un motore Duratec ibrido a benzina da 2500 cc che eroga 190 CV/140 KW con cambio CVT Durashift.

## Fine produzione
A gennaio 2022, dopo 27 anni di produzione, Ford ha dichiarato di voler terminare la produzione del Galaxy, e che non avrebbe più accettato ordini. Questo modello verrà escluso dai listini europei e non avrà un successore diretto.